# Hall Summit
Hall Summit – wieś w Stanach Zjednoczonych, w stanie Luizjana, w parafii Red River.